# Дегшаль
Дегшаль (перс. دهشال) — село в Ірані, у дегестані Дегшаль, у Центральному бахші, шагрестані Астане-Ашрафіє остану Ґілян. За даними перепису 2006 року, його населення становило 695 осіб, що проживали у складі 229 сімей.

## Клімат
Середня річна температура становить 14,70 °C, середня максимальна – 28,76 °C, а середня мінімальна – 0,20 °C. Середня річна кількість опадів – 1181 мм.
| Клімат поселення                              | Клімат поселення | Клімат поселення | Клімат поселення | Клімат поселення | Клімат поселення | Клімат поселення | Клімат поселення | Клімат поселення | Клімат поселення | Клімат поселення | Клімат поселення | Клімат поселення | Клімат поселення |
| Показник                                      | Січ.             | Лют.             | Бер.             | Квіт.            | Трав.            | Черв.            | Лип.             | Серп.            | Вер.             | Жовт.            | Лист.            | Груд.            |                  |
| Середній максимум, °C                         | 9,27             | 9,66             | 12,06            | 17,64            | 21,90            | 25,78            | 28,76            | 28,46            | 25,10            | 21,16            | 16,55            | 12,33            |                  |
| Середня температура, °C                       | 4,74             | 5,14             | 7,53             | 13,10            | 17,40            | 21,24            | 24,60            | 24,29            | 20,92            | 17,00            | 12,38            | 8,16             |                  |
| Середній мінімум, °C                          | 0,20             | 0,58             | 3,00             | 8,55             | 12,83            | 16,70            | 20,41            | 20,10            | 16,75            | 12,80            | 8,20             | 3,99             |                  |
| Норма опадів, мм                              | 111              | 92               | 86               | 46               | 46               | 33               | 33               | 62               | 141              | 217              | 176              | 138              |                  |
| Середньомісячна швидкість вітру, м/с          | 2.40             | 2.50             | 2.50             | 2.40             | 2.40             | 2.64             | 2.68             | 2.30             | 2.10             | 2.12             | 2.03             | 2.21             |                  |
| Середньомісячна сонячна радіація, кДж/м²·день | 6953             | 9021             | 10955            | 15400            | 19641            | 21681            | 22248            | 18702            | 15137            | 10712            | 8575             | 6639             |                  |
| --------------------------------------------- | ---------------- | ---------------- | ---------------- | ---------------- | ---------------- | ---------------- | ---------------- | ---------------- | ---------------- | ---------------- | ---------------- | ---------------- | ---------------- |
| Джерело:                                      |                  |                  |                  |                  |                  |                  |                  |                  |                  |                  |                  |                  |                  |